# Margarita Sánchez Romero
Margarita Sánchez Romero (Madrid, 1971) es una arqueóloga y divulgadora, catedrática de Prehistoria en la Universidad de Granada.

## Trayectoria
Vivió en Antequera desde su infancia. En 1999 obtuvo el título de doctora con la tesis "Espacios de producción y uso de los útiles de piedra tallada del Neolítico. El poblado de Los Castillejos de Las Peñas de los Gitanos (Granada, España)". Fue becaria postdoctoral en la Universidad de Durham. Ha realizado estancias de investigación y docencia en las universidades de Bergen (Noruega), Helsinki (Finlandia), Hull (Reino Unido), La Habana (Cuba), Comahue y Lujan (Argentina), Los Lagos (Chile) o Puebla (México).
Entre 2008 y 2010 fue directora del Instituto Universitario de Estudios de las Mujeres y de Género de la Universidad de Granada, y entre 2010 y 2012 fue directora general de Bienes Culturales de la Consejería de Cultura de la Junta de Andalucía. Fue vicerrectora de Igualdad, Inclusión y Sostenibilidad de la Universidad de Granada (2019-2023). Es vicerrectora de Extensión Universitaria, Patrimonio y Relaciones Institucionales de la misma universidad. Es miembro del Patronato del Museo Arqueológico Nacional.
Es miembro de la  Asociación Española de Investigación de Historia de las Mujeres (AEIHM) de la que fue presidenta entre 2018 y 2020. Forma parte del Comité de dirección de la Society for the Study of Childhood in the Past desde el 2015. Es miembro de la Asociación de Mujeres Investigadoras y Tecnólogas (AMIT) y vicepresidenta entre 2017 y 2021 del nodo andaluz de la asociación. Desde 2015 es miembro de la comisión técnica del Conjunto Arqueológico Dólmenes de Antequera.
Forma parte del comité editorial del Journal of Childhood in the Past, de la revista Menga. Revista de Prehistoria de Andalucía, de la revista SPAL, de la colección Bibliotheca Praehistorica Hispana, de Arenal. Revista de Historia de las Mujeres y miembro del International Advisory Council of Peace History Society. Fue presidenta del comité científico del Memorial Luis Siret. Es miembro numerario de la sección de Ciencias de la Real Academia de Nobles Artes de Antequera.

## Líneas de investigación
Su investigación se interesa por la arqueología de las mujeres y las relaciones de género, centrando su análisis en el estudio de la cotidianidad, las actividades de mantenimiento y el cuerpo, y por la Arqueología de la Infancia, con especial interés en los procesos de aprendizaje y socialización, todo ello en las sociedades de la Prehistoria Reciente del Sur de la península ibérica. En relación con estos temas ha coordinado varias monografías y publicado un buen número de artículos en revistas y capítulos de libros de carácter nacional e internacional, además de organizar numerosos cursos y seminarios sobre estas temáticas.
Colabora con la Unidad de Cultura Científica de la Universidad de Granada; ha participado en actividades como A Ciencia Cerca, Café con ciencia, Pint of Science, Coffeversity o la Noche Europea de l@s investigador@s. Además ha intervenido en programas de televisión y radio como El radioscopio, ConCiencia, Los reporteros, Para todos la 2 o Tesis. En 2017 fue finalista del concurso de monólogos científicos Famelab España, organizado por la Fundación Española para la Ciencia y la Tecnología y British Council. Desde 2018 es socia de Hablando de Ciencia, una asociación de divulgación científica con el objetivo de acercar la ciencia y el pensamiento crítico a la sociedad. Ha desarrollado, junto con otras profesoras y gestoras del patrimonio arqueológico el proyecto Pastwomen, un sitio web que tiene como objetivo dotar de visibilidad a las líneas de investigación en arqueología e historia que se vinculan al estudio la cultura material de las mujeres al tiempo que pretende proporcionar recursos actualizados desde las perspectivas feministas a todos los sectores involucrados en la divulgación histórica. Es colaboradora en el programa de divulgación histórica de La 2 de RTVE "El condensador de fluzo".

## Obra
- Prehistoria de mujeres (Editorial Destino, 2022).
- Pre(historias). Cuentos de mujeres que forjaron el mundo. (Editorial Destino, 2024)

## Premios y reconocimientos
- Premio a la trayectoria de jóvenes investigadores (2006) del Consejo Social de la Universidad de Granada.[cita requerida]
- Premio de divulgación feminista 'Carmen de Burgos' (2019), otorgado por la Delegación del Rector para la Igualdad y la Acción Social de la Universidad de Málaga (UMA) y la Asociación de Estudios Históricos de la Mujer (AEHM)[21]
- Premio ‘Granada, Ciudad de la Ciencia y la Innovación’ (2019) en la categoría "Mujeres en la ciencia" de la Mesa de la Ciencia de Granada[22]